# Fiskeminsvepare
Minsvepare typ Fiske var en serie svenska minsvepare som användes för utbildning av besättningar till hjälpminsveparna. Dessa hjälpfartyg var civila trålare som vid mobilisering skulle mönstras in som örlogsfartyg i svenska marinen med uppgift att röja sjöminor. I dagligt tal kunde dessa fartyg internt inom flottan kallas fiskesmackar.

## Fartyg i klassen Fiskeminsvepare
- HMS Gåssten (M31)
- HMS Norsten (M32)
- HMS Viksten (M33)
- HMS Orust (M41)
- HMS Tjörn (M42)
- HMS Hisingen (M43)
- HMS Blackan (M44)
- HMS Dämman (M45)
- HMS Galten (M46)
- HMS Gillöga (M47)
- HMS Rödlöga (M48)
- HMS Svartlöga (M49)
- HMS Rörö (M50)[a]

## Fotnoter
1. ↑  HMS Rörö utrustades aldrig som minsvepare utan tjänstgjorde som vedettbåt på västkusten.